# Bukureštanski mir 1812.
Bukureštanski mir (rus. Бухарестский мирный договор, tur. Bükreş Antlaşması) je mirovni ugovor kojim je završen Rusko-turski rat koji je trajao od 1806. godine. Sporazum je potpisan 28. svibnja 1812. između Osmanskog Carstva i Ruskog Carstva u Bukureštu u današnjoj Rumunjskoj.

## Ugovor
Na osnovu tog ugovora Carskoj Rusiji je pripala Besarabija, ali se morala povući iz Vlaške i preostalog dijela Moldavije koje su i nadalje ostale turske vazalne zemlje.
Rusi su dobili pravo trgovanja duž Dunava. Rusko Carstvo je tim ugovorom također osiguralo amnestiju za ustanike iz Prvog srpskog ustanka, uz obećanje veće autonomije za Srbe. Ipak tim ugovorom su osmanski garnizoni stekli ponovnu vojnu kontrolu nad Smederevskim sandžakom.
Provedba tog sporazuma, zapela je na terenu u nizu sporova, tako da je turska vojska već sljedeće godine ponovno okupirala Smederevski sandžak. Ubrzo nakon sklapanja sporazuma, ruski car Aleksandar I. izdao je 29. studenog 1813. dekret kojim je garantirao svim doseljenicima u Besarabiju brojne privilegije. Između ostalog pravo na 60 hektara besplatne zemlje po jednoj obitelji, desetgodišnje oslobođenje od bilo kakvog poreza, oslobođenje od bilo kakve vojne obaveze i slobodu vjeroispovjesti.
Tom pozivu odazvalo se puno seljaka posebno iz Baden-Württemberga i Bavarske, ali i iz ostalih njemačkih zemalja, koje su tada jako osiromašile zbog napoleonskih ratova.

## Vanjske poveznice
- Treaty of Bucharest na portalu Encyclopædia Britannica (engl.)